# Hogeschool-Universiteit Brussel
Hogeschool-Universiteit Brussel (HUBrussel sau HUB) este o școală de business/universitate europeană fondată în 2007. HUBrussel este rezultatul fuziunii dintre mai multe colegii Colegiul Universitar European Bruxelles, VLEKHO, HONIM, HIG, Parnas și o universitate, Universitatea Catolică din Bruxelles (KUBrussel), toate fiind situate în sau în apropiere de Bruxelles.
HUBrussel oferă diplome atât la nivel universitar cât și la nivel de colegiu universitar în Flandra, regiunea (din nord) a Belgiei vorbitoare de limba Olandeză. Având la bază opt decenii de experiență în educația mediului de afaceri, instituția oferă o tradiție a educației inovatoare, la un standard înalt și orientată spre business. Specializările sunt oferite atât în limba olandeză cât și în limba engleză. Programele cu predare în limba engleză sunt oferite în cadrul facultății de Economie & Management și Servicii Sociale.

## Istoric
Colegiul Universitar European Bruxelles (EHSAL) a fost fondat în 1925 , devenind unul dintre primele colegii de business europene care să obțină certificatul ISO 9001 (în 1996) pentru calitatea sa academică remarcabilă și servicii excelente oferite studenților săi.
În 2008, după fuziunea cu VLEKHO, HONIM și KUBrussel, peste 9,000 de studenți participă la cursurile universitare, post-universitare și programele academice avansate în cadrul a șapte facultăți. HUBrussel deține șase facultăți în Bruxelles, și una în Dilbeek.
HUBrussel este membră a Catholic University of Leuven Association, una dintre cele mai vechi și mai prestigioase universități din Europa.

## Programe universitare
Programele din cadrul HUBrussel sunt structurate în două diviziuni educaționale:

### Programe de licență și masterat academice
Specializările de licență și masterat sunt cuprinse în cadrul a 4 facultăți care oferă în totalitate 14 programe:
- Economie & Management:

Administrarea Afacerilor
Inginerie Economică
Managementul Mediului, Sănătății & Siguranței
Business Internațional, Economie & Management
- Lingvistică & Literatură:

Limbă și Literatură
Lingvistică Aplicată
Interpretariat
Traduceri
Comunicare Multilingvistică
Jurnalism
- Drept:

Drept
Dreptul Companiilor
Drepturile Proprietății Intelectuale
- Muncă Socială & în folosul comunității:

Analiza cantitativă în cadrul Științelor Sociale

### Programe de licență profesionale
Programele de licență includ 4 direcții, care împreună oferă 13 programe de specializare:
- Educație:

Educație preșcolară
Educație primară
Educație secundară
- Sănătate:

Terapie Ocupațională
Imagistică Medicală
Școală de infirmiere
Îngrijire paliativă
Optică și optometrie
- Muncă socială & în folosul comunității:

Muncă socială
Muncă în domeniul socio-educațional
Știinte familiale
- Economie & Management:

Managementul operațiunilor
Office Management
Informatică aplicată

### Programe în engleză
Pentru studenții străini care nu vorbesc limba olandeză sau pentru acei studenți vorbitori de limba olandeză care preferă să studieze într-un mediu cu adevărat internațional, HUB oferă o gamă variată de programe cu predare în limba engleză.
- Bachelor of Business Administration – cursuri academice cu o durată de 3 ani
- Master of International Business Economics and Management – program de masterat academic cu o durată de 1 an
- MBA - Business Information Management – program de masterat academic cu o durată de 1 an
- MBA - International Business Management – program de masterat academic cu o durată de 1 an
- MBA - International Relations – program de masterat academic cu durata de 1 an
- Master of European Business – program de masterat academic la nivel avansat cu durata de 1 an
- Master of Quantitative Analysis in the Social Sciences – program de masterat academic cu durata de 1 an
- English and Economics for Academic Studies - program preparator cu durata de 1 an

## Cifre relevante
- Numărul participanților la programe post-universitare și seminarii se ridică la 9500
- Peste 9000 de studenti sunt înscriși la programele licențiate
- Peste 700 de studenți înscriși la programele cu predare în limba engleză
- Peste 500 de studenți non-EU înscriși la programele cu predare în limba engleză
- Aprox. 170 de studenți inbound și 110 de studenți outbound
- Personal: 1100